# Gawraniec
Gawraniec (600 m), Gawroniec – szczyt w miejscowości Przyłęków w województwie śląskim, w powiecie żywieckim, w gminie Świnna. Są tutaj 3 blisko siebie położone szczyty, tworzące masyw tej samej góry: Gawraniec, Wolentarski Groń i Zagroń. Ich północne stoki opadają do rzeki Koszarawy, południowo-zachodnie do potoku Raztoka, południowe i zachodnie do potoku Z Komarnika.
Gawraniec znajduje się w zakończeniu północnego grzbietu Kiczory (763 m). Porasta go naturalny lasy liściasty i mieszany, w tym takie gatunki drzew jak buczyna karpacka i olszyna górska. U podnóża góry znajduje się Rezerwat przyrody Gawroniec. W rezerwacie rośnie m.in. wawrzynek wilczełyko, parzydło leśne, kopytnik pospolity, rzeżucha trójlistkowa i miesiącznica trwała.
Na szczyt nie prowadzą żadne szlaki, ale wejście jest możliwe zarówno od strony Świnnej, jak i strony Pewli Małej. U północnych podnóży Gawrońca znajduje się Kaplica w Kiełbasowie.
W regionalizacji fizycznogeograficznej Polski według Jerzego Kondrackiego rejon ten zaliczany jest do Beskidu Żywieckiego, w nowszej regionalizacji z 2018 roku do Beskidu Żywiecko-Orawskiego.